# Mycale flagelliformis
Mycale flagelliformis är en svampdjursart som beskrevs av Patricia R. Bergquist och Fromont 1988. Mycale flagelliformis ingår i släktet Mycale och familjen Mycalidae. Inga underarter finns listade i Catalogue of Life.